# 미하일 레르몬토프
미하일 유리예비치 레르몬토프(러시아어: Михаи́л Ю́рьевич Ле́рмонтов, 문자 개혁 이전: Михаилъ Юрьевичъ Лермонтовъ, 1814년~1841년)는 러시아의 시인·소설가로, 러시아 낭만주의의 대표자이다.

## 생애
모스크바에서 태어난 귀족 가문 출신으로서, 모친이 그의 3세 때 죽었기 때문에 펜자주의 귀족인 외할머니 밑에서 귀엽게 자랐다. 다만 외할머니와 부친 사이가 좋지 않아 가정의 행복은 맛보지 못했고 이로 인한 어두운 그림자가 그의 성격이나 작품에 반영되고 있다. 그는 지나치게 조숙해서 1829년(15세)에 이미 시, 희곡, 소설을 썼고 회화, 음악, 수학에도 비범한 재능을 보였다.
1830년(16세)에 모스크바 대학 부속 귀족기숙학교를 마치고 모스크바 대학 윤리정치학과에 입학했으나 다음해 학생운동에 가담하여 퇴학을 당했고, 대신 사관학교를 졸업하여 근위표기병사관(近衛驃騎兵士官)이 되었다(1834). 이 무렵까지 그는 이미 평생의 시작 가운데서 4분의 3을 썼는데 바이런의 영향이 크게 눈에 띈다. 1835년 희곡 <가면무도회>(1842년 간행)을 썼으나 여전히 이름은 알려지지 않았다. 그의 이름을 일약 유명하게 한 것은 1837년(23세), 푸시킨이 결투로 살해당했을 때 쓴 시 <시인의 죽음>이었다. 그러나 푸시킨 살해의 진범은 전제주의를 옹호하는 귀족이라고 날카롭게 비난한 이 시는 니콜라이 1세의 분노를 사서 캅카스로 좌천당한다. 조모나 시인 주콥스키의 끈덕진 주선으로 10개월 후 러시아 본국으로 돌아오게 되었는데, 이 동안에 대 나폴레옹 전쟁을 노래한 시 <보로지노>(1838), 이반 대제 시대를 다룬 역사시 <상인 카라시니코프의 노래>(1838)에서 애국심을 읊었고, 낭만적 서사시 <므츠이리>(1840)에서 자유에 대한 열렬한 동경을 노래하고 있다. 1840년 연애의 갈등에서 벌어진 결투가 원인이 되어 내전이 한창인 캅카스로 또다시 추방된다. 이 추방 중에 전년부터 그가 쓰고 있던 유일한 소설 <현대의 영웅>, 15세 이래 계속 퇴고해 오던 서사시 <악마>(1841)가 나왔는데 전자는 러시아 최초의 심리소설이기도 하다.
그의 낭만시 중에서 제일 유명한 것은 오늘날 러시아 로망스의 대표 격이라 할 수 있는 <나 홀로 길을 가네(러시아어: Выхожу один я на дорогу)>이다. 그는 훗날 많은 가수들이 노래한 이 시에서 별이 빛나는 밤에 거친 들판으로 난 자갈길을 걸어가면서 자유와 평온을 구하는 자신이 왜 괴로워하며 가슴 아파하는지 자문하고 있다. 한편으로는 감미로운 사랑을 노래하며 참나무 잎과 같은 영원한 푸르름 곧 청춘을 희구하고 있음을 토로하였다.
그의 일생은 비운의 연속이었다. 마침내 1841년 캅카스의 퍄티고르스크에서 사소한 일로 친구 마르티노프로부터 결투를 도전받아 그의 손에 죽었다. 그의 작품은 다방면에 걸친 것이나 총체적으로 볼 때 자유에의 동경과 찬미 악마적인 반역의 힘, 행동에의 갈망 등에 넘쳐 있고 사회현상이나 인간심리가 주관적으로 묘사되어 있어 러시아 낭만주의의 가장 유명한 대표자이다.

## 저서 목록
- 우리 시대의 영웅
- 리곱스카야 공작부인(미완성 소설) 한국어 번역본은 제1장, 제2장, 제3장, 제5장은 약 80%, 제4장, 제6장, 제7장, 제8장, 제9장은 40-50%를 발췌한 번역본이 지만지고전천줄에서 2008년에 발간.